# 望龙湖镇
望龙湖镇，是中华人民共和国四川省南充市营山县下辖的一个乡镇级行政单位。2019年10月，撤销凉风乡和茶盘乡，设立望龙湖镇，以原凉风乡和原茶盘乡所属行政区域为望龙湖镇的行政区域。

## 行政区划
望龙湖镇下辖以下地区：
凉风社区、茶盘社区、张鹏村、湾凼村、双木村、连山村、罐坪村、道林村、插旗村、青龙村、凤头村、古佛村。